# 神田平河町
神田平河町（日语：／ Kanda-hirakawachō */?）是東京都千代田區的町名。2013年8月1日為止的人口為14人。郵遞區號101-0027。

## 地理
位於千代田區東北部，是被神田佐久間町包圍的狹小町域，北、東、南接神田佐久間町二丁目，西與神田佐久間町一丁目之間以昭和通為界。
本地在秋葉原站附近，町域西半部為昭和通，東部為昭和通沿線的大樓與商店。昭和通下是東京地下鐵日比谷線的秋葉原站。JR、筑波快線的秋葉原站在更西邊的位置。

## 歷史
享保12年（1727年）麴町平河町一丁目設立防火地，麴町平河町一丁目的代地成立神田佐久間町。
江戶時代的町域還包括現在的秋葉原站站內，明治2年（1869年）和泉橋通以西編入神田佐久間町一丁目。

### 地名由來
原為麴町平河町的代地。

## 備註
1. ↑  千代田区ホームページ - 町丁別世帯数および人口（住民基本台帳）：平成25年8月1日現在 的存檔，存档日期2013-10-27.